# Patrulhas de Autodefesa Civil
Patrulhas de Autodefesa Civil (em castelhano:  Patrullas de Autodefensa Civil, PAC) foram milícias locais criadas pelo governo da Guatemala durante a Guerra Civil da Guatemala. Foram criadas por decreto do general Efraín Ríos Montt em 1 de agosto de 1982, embora tenham começado antes disso sob o presidente Fernando Romeo Lucas García.  Oficialmente, a participação era voluntária, mas muitos foram forçados a participar.  As patrulhas foram abolidas oficialmente em 29 de dezembro de 1996 sob os termos do tratado de paz que encerrou a guerra,  embora parte da rede permanecesse e fosse usada por ex-membros exigindo compensação por seu envolvimento.  As estimativas variam, mas as estatísticas geralmente afirmam que cerca de 1.000.000 de pessoas eram membros das patrulhas no auge da guerra em 1983.  Os membros torturaram e mataram outros aldeões, às vezes sob a ameaça de serem mortos.